# Michel Lang
Pour les articles homonymes, voir Lang.
Michel Lang, né le 9 juin 1939 à Paris et mort le 24 avril 2014 à Saint-Arnoult (Calvados), est un réalisateur et scénariste français.

## Biographie
Michel Jules Jean Marcel Lang est le fils d'Henri Lang, directeur financier et de Suzanne Monte. Ancien élève du lycée Chaptal, il est diplômé de la Sorbonne d’une licence de littérature américaine, puis de l’Institut des hautes études cinématographiques.
Il débute dans le cinéma au poste d’assistant réalisateur avant de passer à la réalisation, devenant un des piliers de la comédie populaire française de la fin des années 1970 et du début des années 1980. En 1976, il connaît son plus grand succès commercial avec le film À nous les petites Anglaises inspiré des étés de son adolescence passés en Angleterre. Le film a réuni 5,7 millions de spectateurs.
Au milieu des années 1980, ses films ont moins les faveurs du public et Michel Lang tourne alors des téléfilms.

### Vie privée

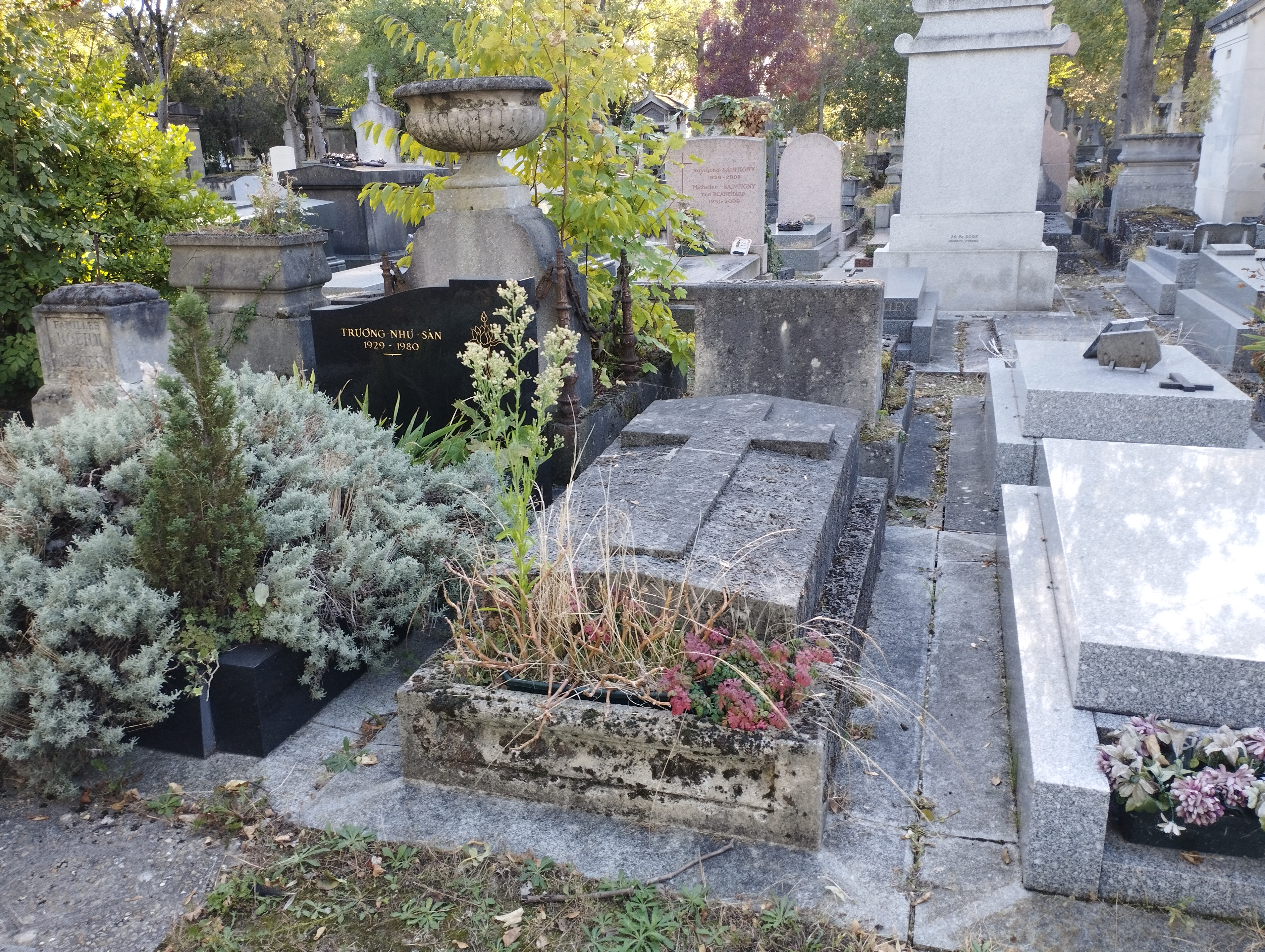
Tombe de Michel Lang au cimetière du Père-Lachaise (division 90).

Marié trois fois, il a avec sa troisième épouse, Monica Scheers, un fils : Franz-Rudolf Lang, né en 1977, acteur.

### Mort
Il meurt à l'âge de 74 ans le 24 avril 2014 à Saint-Arnoult, des suites de la maladie d’Alzheimer.
Il est inhumé dans la 90e division du cimetière du Père-Lachaise, au sein du caveau Prévost-Monte (concession n°476).

## Filmographie

### Réalisateur

#### Courts métrages
- 1964 : Un tout autre visage
- 1967 : Stances à Véronique
- 1971 : Carole je t'aime[5] avec Sylvie Hugues
- 1972 : Que la pêche est jolie[6] avec Sylvie Hugues, Pascal et Marc Anciaux, Manuel Sanchez

#### Longs métrages
- 1976 : À nous les petites Anglaises avec Sophie Barjac, Rémi Laurent, Stéphane Hillel
- 1977 : Une fille cousue de fil blanc avec Aude Landry et Serge Reggiani
- 1978 : L'Hôtel de la plage avec Sophie Barjac et Myriam Boyer
- 1980 : Tous vedettes avec Leslie Caron, Rémi Laurent
- 1981 : On n'est pas des anges... elles non plus avec Sabine Azéma et Georges Beller
- 1982 : Le Cadeau avec Pierre Mondy et Claudia Cardinale
- 1985 : À nous les garçons avec Sophie Carle, Franck Dubosc, Éric Elmosnino
- 1986 : L'Étincelle avec Roger Hanin, Clio Goldsmith
- 1987 : Club de rencontres avec Francis Perrin, Jean-Paul Comart et Isabelle Mergault

#### Télévision
- 1990 : Édouard et ses filles
- 1991 : Duplex
- 1991 : Mascarade
- 1992 : Le Fils d'un autre
- 1992 : Mord im Atomkraftwerk (Softwar)
- 1992 : Un mort très convenable
- 1994 : Les Faucons
- 1995 : Baldipata avec Annie Cordy et Charles Aznavour
- 1995 : Bébé coup de foudre
- 1997 : Sans cérémonie
- 2002 : Louis la Brocante, épisode 5 de la saison 3 : Louis et les enfants perdus

### Assistant réalisateur
- 1965 : Furia à Bahia pour OSS 117, d'André Hunebelle
- 1965 : Un milliard dans un billard de Nicolas Gessner
- 1965 : Fantomas se déchaîne d'André Hunebelle
- 1966 : Le Grand Restaurant de Jacques Besnard
- 1967 : Estouffade à la Caraïbe de Jacques Besnard
- 1967 : À tout casser de John Berry
- 1967 : La Blonde de Pékin de Nicolas Gessner
- 1968 : Béru et ces dames de Guy Lefranc
- 1969 : L'Auvergnat et l'Autobus de Guy Lefranc
- 1970 : Douze et un de Nicolas Gessner
- 1970 : Le Bal du comte d'Orgel de Marc Allégret
- 1970 : Comptes à rebours de Roger Pigaut
- 1971 : L'Ingénu de Norbert Carbonnaux
- 1971 : Quelqu'un derrière la porte de Nicolas Gessner
- 1972 : Les Aventures du capitaine Lückner de Jean-Pierre Decourt (série télévisée en 6 épisodes)
- 1975 : Les Grands Détectives de Jean-Pierre Decourt : (épisode : Le Signe des quatre)
- 1975 : C'est pas parce qu'on a rien à dire qu'il faut fermer sa gueule de Jacques Besnard
- 1976 : Et si tu n'en veux pas ou Joëlle et Pauline de Jacques Besnard, réalisé sous le pseudonyme de Jacques Treyens